# Lionel Beneyton
Pour les articles homonymes, voir Beneyton.
Lionel Beneyton est un militaire et résistant français, compagnon de la Libération, né le 15 décembre 1920 à Saint-Gilles (Belgique) et mort le 29 octobre 1992 à Paris 14e.

## Biographie

### Origines et formation
Lionel Hubert Marie Henri Beneyton naît le 15 décembre 1920 à Saint-Gilles-les-Bruxelles (Belgique) où ses parents sont au service d'honneur du prince Victor Napoléon et de la princesse Clémentine de Belgique. Il est le filleul du maréchal Hubert Lyautey qui était un cousin issu de germains de son père.
Il passe son baccalauréat en 1938, décide de faire carrière dans la marine marchande et après une première année d'étude, embarque comme pilotin à bord du navire marchand le Sirius. Le périple dure six mois. En 1939 et 1940, il poursuit ses études à l'école d'hydrographie de Paimpol.

### Carrière militaire et civile
Le 17 juin 1940 il entend le discours radiodiffusé du maréchal Pétain annonçant l'armistice et dès le lendemain, depuis Londres, la réponse du général de Gaulle dans son appel du 18 Juin 1940. Il décide de rallier l'Angleterre. Dans la soirée du 19 juin, ayant trouvé un embarquement sur la goélette Manou, avec une trentaine d'autres passagers, il quitte Paimpol et atteint Plymouth le lendemain.
Lionel Beneyton s'engage dans les Forces françaises libres le 1er juillet 1940. Il a 19 ans. On lui refuse l'aviation car il n'a pas de brevet de pilote et on l'affecte d'office au Génie. Il décline alors, la proposition qui lui est faite de rejoindre une formation d'officier. Le 14 juillet 1940 il assiste au défilé de la 13e demi-brigade de Légion étrangère, à peine débarquée de la bataille de Narvik en Norvège. Il décide de s'y faire muter et est enfin affecté comme deuxième classe à la 3e compagnie de la 13e DBLE.
Il quitte Liverpool le 30 août 1940 et participe à l'opération Menace sur Dakar qui est un échec, les forces françaises pétainiste refusant de se rallier et tirant sur les gaullistes. Il reçoit le baptême du feu lors des opérations de ralliement du Gabon puis débarque au Cameroun. Il combat en Érythrée contre l'armée italienne et participe à la victoire de Keren en 27 mars 1941 ainsi qu'à la prise de Massaoua le 8 avril suivant où il remplit plusieurs missions de liaison. Il combat ensuite lors de la campagne de Syrie et entre à Damas le 21 juin 1941. Nommé caporal en novembre 1941 dans la compagnie du capitaine Pierre Messmer, il s'apprête à suivre des cours à Alep en Syrie pour devenir aspirant lorsqu'il apprend que son unité doit aller se battre en Libye. Il décide alors, malgré l'opposition de ses chefs, de renoncer à son cours pour partir combattre. Lors de la campagne de Libye, Lionel Beneyton sert comme chef de chenillettes Bren Carrier. Il combat à Bir-Hakeim en mai et juin 1942 puis est promu caporal-chef à la bataille d'El Alamein puis sergent sur le piton de l'Himeimat (80 mètres) où sera tué le 24 octobre 1942 le lieutenant-colonel Dimitri Amilakvari, son chef d'unité. Il participe en avril et mai 1943 à la campagne de Tunisie, à la suite de quoi il est nommé aspirant, puis sous-lieutenant en octobre 1943.
Son unité est incorporée au sein de la 1re division française libre et il prend part à la campagne d'Italie d'avril à juillet 1944 avant de débarquer en Provence à la  mi-août 1944 dans le cadre de l'opération Dragoon. Chef de section antichars, Lionel Beneyton participe à la bataille des Vosges et reçoit ses galons de lieutenant en décembre 1944. Blessé par balle au bras et par éclat d'obus à la cuisse le 12 janvier 1945, lors du retrait de vive force de Rossfeld encerclé, il est officiellement porté disparu auprès de sa famille. Fait prisonnier, il passe un mois à hôpital, et est immédiatement enfermé dans les locaux disciplinaires d'un stalag voisin où il reste périodiquement isolé en cellule en raison des tentatives d'évasion qu'il entreprend à peine guéri. Il refuse les marks alloués chaque mois aux officiers et toujours à l'isolement, ne bénéficie pas des colis de la Croix-Rouge. Devant l'avance alliée, il est transféré dans un camp près de Munich. À l'issue de ce long déplacement, partie à pied, partie en train, Lionel Beneyton, totalement épuisé, se retrouve à l'hôpital avec une broncho-pneumonie et est relégué avec les tuberculeux russes. Sauvé in extremis par l'arrivée des Alliés, il est évacué par un avion de l'armée américaine sur l'hôpital militaire de Mourmelon le 6 mai 1945.
Il finit la guerre comme lieutenant et reste en poste jusqu'à fin 1946 à Baden-Baden, RFA, comme aide de camp du général Kœnig, gouverneur militaire de la zone française d'occupation en Allemagne. Rendu à la vie civile avec le grade de capitaine de réserve, il affronte le handicap d'avoir interrompu ses études à 19 ans.
De 1947 à 1949, il est secrétaire commercial aux Établissements J.J. Carnaud et Forges de Basse-Indre qui fabrique des emballages métalliques et pour lesquels il fait un séjour de huit mois aux États-Unis pour une visite d'étude de la Continental Can Company (en) (CCC) en vue d'une association et d'échange de brevets.
De 1950 à 1952, il est l'adjoint du directeur du Pool du Lin, présidé par Pierre Lebon, PDG de l'Union de banques à Paris. À l'initiative de celui-ci et du ministère des Anciens Combattants, il part en Libye pour définir les moyens d'assurer la conservation du cimetière militaire de Bir Hakeim laissé à l'abandon en plein désert. Il est finalement décidé de le transférer à Tobrouk.
De 1952 à 1953, il dirige la Société des Produits alimentaire Guillaume.
En 1953 et 1954, il fait un stage à l'Union de banques à Paris et est ensuite nommé directeur de la société Cointreau à Bruxelles ainsi que d'autres firmes associées. Il y reste jusqu'en 1963. Durant cette période, il est appelé aux fonctions d'administrateur de la Sovedi-Saar, société de distribution et outil commun de trois firmes françaises de spiritueux. Il en est ensuite nommé gérant et en 1963 il est le directeur des Sociétés Cointreau du Marché commun.
Il finit sa carrière en 1980 comme secrétaire général de la société Gazoline, dont l'achat par la société Elf dirigée alors par Albin Chalandon lui vaut une mise à la retraite anticipée.

### Vie privée
Lionel Beneyton est le père du comédien Yves Beneyton, né en 1946 en Allemagne.

### Mort
Lionel Beneyton meurt le 29 octobre 1992 dans le 14e arrondissement de Paris,.

## Décorations
- Officier de la Légion d'honneur - Décret du 29 mai 1962 attribué par Pierre Messmer pour le vingtième anniversaire des combats de Bir-Hakeim (précédemment chevalier par décret du 14 juin 1946)
- Croix de la Libération - Décret du 21 janvier 1946 (sur demande du général Kœnig et l'appui de Pierre Messmer deux jours avant le décret de fermeture de l'ordre)
- Médaille militaire
- Officier de l'ordre national du mérite - Décret du 5 décembre 1973 signé de Georges Pompidou (précédemment chevalier)
- Croix de guerre 1939-1945 - Avec palme en vermeil et trois citations
- Médaille de la Résistance avec rosette - Décret du 1erseptembre 1945
- Médaille coloniale avec agrafes Érythrée, Libye, Bir Hakeim, Tunisie - 30 octobre 1945 no 48468
- Insigne des blessés militaires
- Médaille commémorative des services volontaires dans la France libre - 7 janvier 1947 no 5131

### Rubans
|  |  |  |
|  |  |  |
|  |  |  |